# Клостер-Фесра
Клостер-Фесра (нім. Kloster Veßra) — громада в Німеччині, розташована в землі Тюрингія. Входить до складу району Гільдбурггаузен. Складова частина об'єднання громад Фельдштайн.
Площа — 19,75 км2. Населення становить 276 ос. (станом на 31 грудня 2021).